# NGC 7022
NGC 7022 ist eine linsenförmige Galaxie vom Hubble-Typ SB0 im Sternbild Indianer am Südsternhimmel. Sie ist schätzungsweise 102 Millionen Lichtjahre von der Milchstraße entfernt.
Das Objekt wurde am 2. Oktober 1834 von John Herschel entdeckt.